# Relations entre l'Irak et la Roumanie

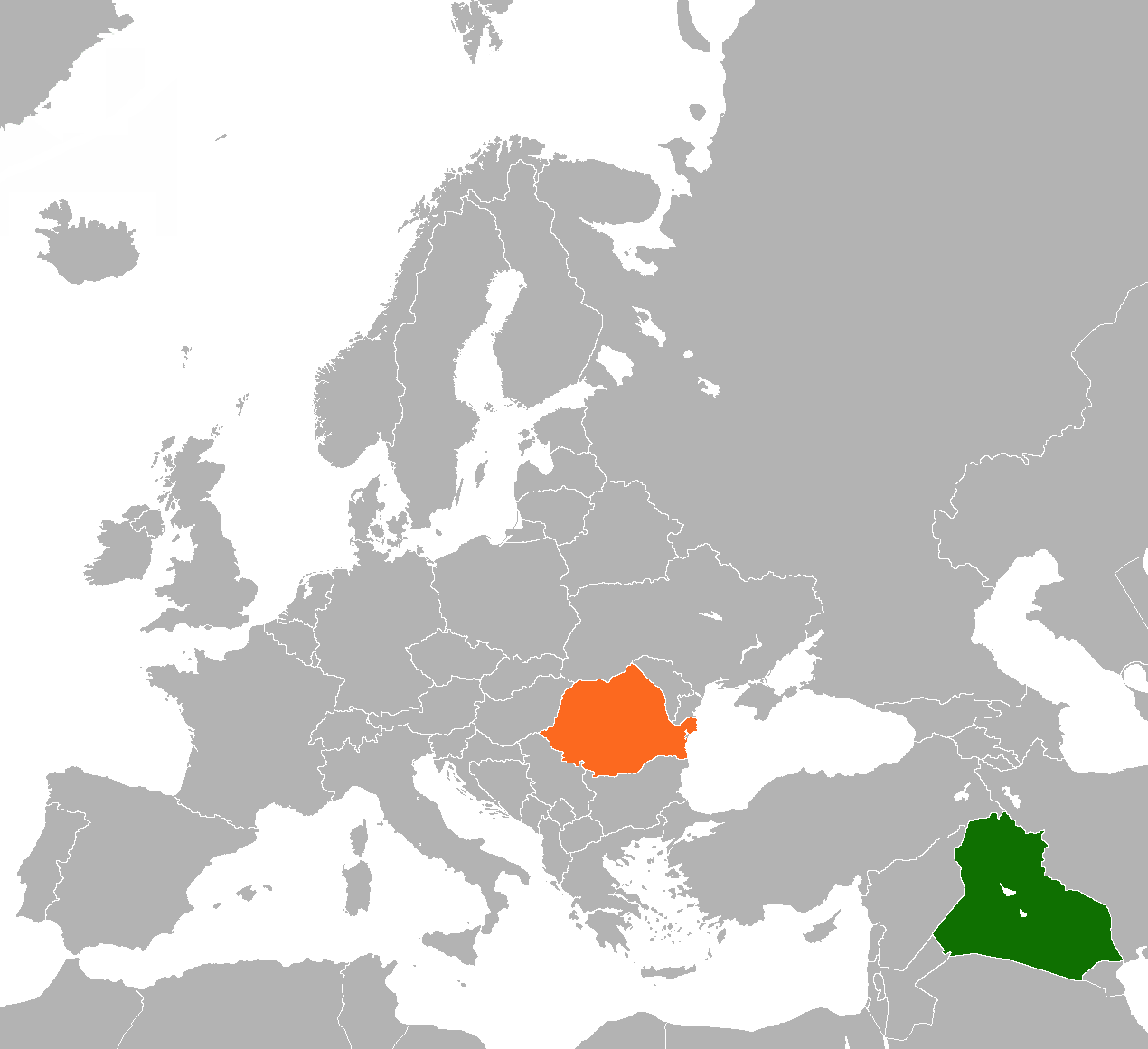
Localisation de la Roumanie et de l'Irak

Les relations entre l'Irak et la Roumanie sont les relations extérieures entre l'Irak et la Roumanie. Actuellement, l'Irak a une ambassade à Bucarest, tandis que la Roumanie a une ambassade à Bagdad et un consulat à Erbil. Les deux pays ont officiellement établi des relations diplomatiques le 14 août 1958.
Le 5 novembre 2012, le consulat roumain à Erbil, capitale de la région du Kurdistan, a été ouvert. Le ministre roumain des Affaires étrangères Titus Corlățean s'est rendu dans la ville pour l'inaugurer. L'acte a été bien perçu tant par les autorités irakiennes que par les autorités kurdes régionales. Corlățean a déclaré que "la Roumanie souhaite renforcer les relations avec l'Irak, et ce consulat jouera un rôle important dans le renforcement des relations entre la Roumanie et l'Irak et la région du Kurdistan".
Le 23 novembre 2017, Teodor Meleșcanu, ministre roumain des Affaires étrangères, a rencontré Ibrahim al-Jaafari, ministre irakien des Affaires étrangères. Tous deux ont discuté de divers points de coopération politique et économique, et sont convenus d'intensifier les dialogues entre les deux pays. Meleșcanu a également souligné l'intérêt de la Roumanie à participer à la reconstruction de l'Irak après la guerre civile.
Le 7 janvier 2020, en raison des tensions entre l'Iran et les États-Unis, la Roumanie a retiré ses 14 troupes d'entraînement en Irak. Le président roumain Klaus Iohannis, préoccupé par les citoyens roumains travaillant en Irak et dans les pays voisins, a appelé à une "approche calme et diplomatique" pour la désescalade du conflit.

## Sources et références
1. ↑  (ro) « Republica IRAK », Ministère des Affaires étrangères (consulté le 3 mai 2020).
2. ↑  « Romania's Foreign Minister opens his country's consulate in Erbil », Ekurd,‎ 5 novembre 2012 (lire en ligne, consulté le 7 août 2017).
3. ↑  (en) « Întrevederea ministrului afacerilor externe, Teodor Meleșcanu, cu omologul său din Republica Irak, Ibrahim Al-Eshaiker Al-Jaafari | Ministry of Foreign Affairs », sur web.archive.org (consulté le 20 septembre 2022).
4. ↑  « Romania moves its troops from Iraq amid US-Iran conflict », Romania Insider,‎ 8 janvier 2020 (lire en ligne).